# Claude Beylie
Claude Beylie est un critique et historien du cinéma, né à Sarlat le 22 février 1932 et mort le 26 janvier 2001 à Cannes.

## Biographie
Claude Beylie écrit pour la revue Cinéma de 1957 à 1991 et les Cahiers du cinéma de 1958 à 1963 ; il collabore également à Écran et à L'Avant-scène cinéma dont il devient le rédacteur en chef de 1977 à 1991.
Enseignant de cinéma à l'Université Paris-1 Panthéon-Sorbonne, il fut le fondateur et président d'honneur de la Cinémathèque universitaire et, de 1988 à 1993, le président du Syndicat français de la critique de cinéma et des films de télévision.
Il a également rédigé divers articles sur l'histoire de la bande dessinée. Il est l'inventeur de l'expression « neuvième art », qu'il a utilisée pour la première fois en 1964 dans la revue Lettres et Médecins (article « La bande dessinée est-elle un art ? »).

## Publications
- Max Ophüls, Seghers, 1963 ; Lherminier, 1984
- Marcel Pagnol, Seghers, 1974
- Vers une cinémathèque idéale, Henri Veyrier, 1982
- Le Cinéma, sous la direction de Claude Beylie et Philippe Carcassonne, Bordas, 1983
- Marcel Pagnol ou le Cinéma en liberté, Édition Atlas, 1986 ; réédition Éditions de Fallois, 1995
- Les Films clés du cinéma, Bordas, 1987 ; réédition Éditions Larousse, 2006
- Jean Renoir, coécrit avec Maurice Bessy, Pygmalion, 1989
- Les Maîtres du cinéma français, coécrit avec Jacques Pinturault, Bordas, 1990
- Jacques Becker, coécrit avec Freddy Buache, Festival de Locarno, 1991
- 100 ans de cinéma dans le monde, coécrit avec Noël Simsolo, Éditions Atlas, 1994
- Les Films-phares du cinéma contemporain, coécrit avec Jacques Pinturault, Bordas, 1995
- Robert Le Vigan, désordre et génie, Pygmalion, 1996
- Les Oubliés du cinéma français, coécrit avec Philippe d'Hugues, Éditions du Cerf, 1999
- Une histoire du cinéma français, sous la direction de Claude Beylie, préface de Raymond Chirat, Éditions Larousse, 2000